# Every Open Eye
Every Open Eye es el segundo álbum de estudio de la banda escocesa de synthpop Chvrches. Publicado el 25 de septiembre de 2015 por la discográfica Virgin Records, contiene un total de once pistas en la edición estándar, aumentando su número a diecinueve en la versión especial.
El título del álbum proviene de la letra de la canción «Clearest Blue», publicada el 10 de septiembre de 2015. Aparte de esta canción, se extrajeron otros cuatro sencillos más: «Leave a Trace», «Never Ending Circles», «Empty Threat» y «Bury It». Respecto a las críticas y reviews, el álbum recibió reseñas en su mayoría positivas por parte de los críticos de música, incluyendo al álbum en la lista de mejores álbumes de finales de año.

## Producción

### Grabación

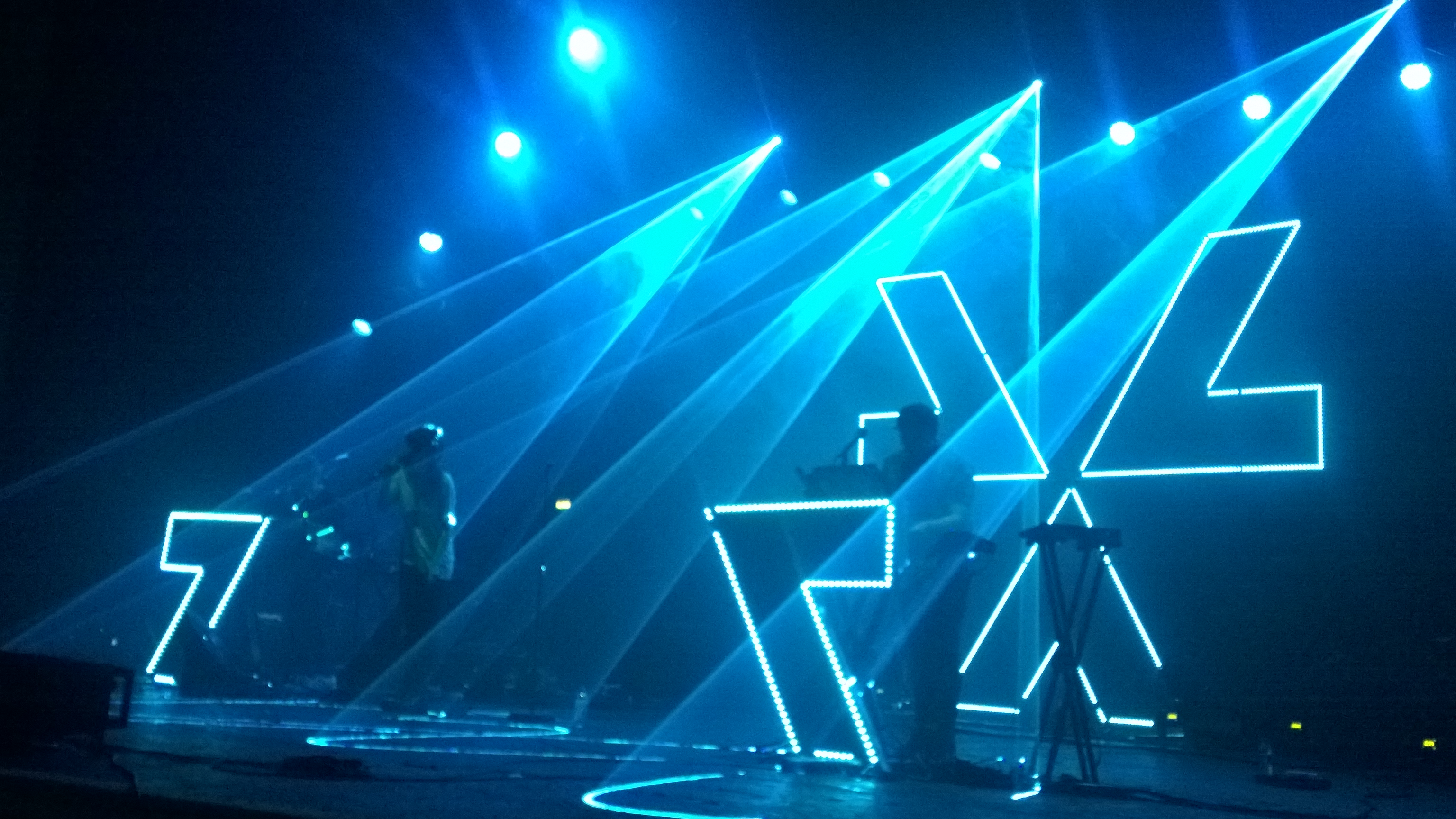
Seis semanas después de regresar de la gira, comenzó la grabación de Every Open Eye.

Chvrches comenzó a trabajar en su segundo álbum en enero de 2015; seis semanas después de regresar de la gira de promoción de su álbum anterior, The Bones of What You Believe. Al igual que The Bones of What You Believe, la grabación transcurrió en los Alucard Studios de Glasgow, un sótano reformado propiedad de Iain Cook. Tras ganar dinero suficiente con las ventas de su álbum debut, el cual alcanzó la lista de los diez más populares en la UK Albums Chart y número 12 en el Billboard 200, Chvrches se podía permitir el lujo de grabar su segundo álbum en un estudio con mejores instalaciones.
Sin embargo, de acuerdo a Iain Cook, el grupo tenía una especie de necesidad de hacerse cargo de Alucard tras la grabación de su primer LP, a pesar del hecho de no haber alquilado todavía el sótano. Es por ello que Cook y el resto de integrantes de la banda decidieron quedarse en el estudio para producir Every Open Eye: "queríamos regresar derechos al lugar en el que todo comenzó. En parte, supongo, supersticiosamente. Había algo en la habitación que no queríamos perder, y preferimos invertir el dinero que teníamos disponible en la mejora de todo el equipo — simplemente hicimos lo que queríamos hacer, en lugar de marchar a algún otro estudio y otro productor en Los Ángeles o donde sea".
Doherty dijo que la bajada de precio del alquiler del lugar dio a los miembros menor preocupación de poner en riesgo los costes de producción, por lo tanto permitió una mayor libertad para la financiación del nuevo equipo musical que permitiría una mayor experimentación en la creación de música electrónica. El único equipo del que no se desprendieron fueron los monitores Neumann KH120A que se utilizaron en esa misma sala durante la grabación de su primer álbum. Él mismo alabó el producto, alegando que "era muy fácil conseguir otro como ese [monitor], pero al mismo tiempo es un elemento bastante representativo de lo que estamos atravesando".
Entre los nuevos instrumentos empleados en la elaboración de Every Open Eye, destacan los Steinberg Cubase como su estación de trabajo de audio digital, en lugar de continuar con la firma Nuendo, pues muchas de sus características no era útiles para la banda. En lugar de seguir utilizando una caja de ritmos con viejos sonidos de biblioteca para posteriormente mezclarlos con MIDI, Chvrches optó por hacerse con una caja de ritmos de la marca Dave Smith Instruments y un Roland TR-8 para sustituir los sonidos de biblioteca presentes en The Bones of What You Believe. Para coincidir con los monitores Neumann, el grupo utilizó unos subwoofers de la misma marca.
Además del sótano, Every Open Eye también se grabó en la segunda sala de Alucard Studios, donde el ingeniero David Simpson grabó la voz de Mayberry en una cabina de voz prefabricada que el propio grupo compró a través de Internet; mientras, en el sótano, Doherty trabajaría con los instrumentales, tal y como había acordado con Simpson. Doherty lo describió como un "gran tipo, con un talento supremo. Él es la única persona a la que confiamos hacerse cargo de algunos de los aspectos técnicos que estábamos haciendo".

### Composición
El trío escribiría inicialmente un instrumental aproximado de cada canción; Mayberry se encargaría de la elaboración de la letra y posteriormente se solidificaría todo en una demo inicial. Durante el proceso de creación del álbum, la banda llegó a escribir una treintena de demos durante cinco meses, grabando veintiún pistas en total. El proceso de composición ocupaba seis horas al día, yendo cinco días a la semana al estudio para grabar nuevas canciones.
La banda se negó a aceptar la ayuda de otros letristas para la coescritura del álbum. Doherty explicó: "Durante el proceso de creación del álbum, un grupo de gente se ofreció a escribir con nosotros, pero queríamos ser una banda real". Cook señaló que querían que el disco "sonara y se sintiera espontáneo". «Clearest Blue», la decimoséptima pista grabada para el álbum, "llegó a definir cómo sonaría el resto". Según Doherty, la canción era "grande, feliz y triste, como un petardo". El grupo determinó democráticamente que temas se incluirían en el álbum, mostrando cierto desacuerdo sobre la inclusión de «Afterglow», la última pista de Every Open Eye. 
En el último día de grabación del disco, el proceso de esa misma canción se ralentizó, eliminando la pista de batería y volviendo a grabar la pista vocal. Las voces fueron grabadas en una sola toma, dejando ver varios ruidos de fondo. Testigo del gran rendimiento de Mayberry, Doherty declaró que fue "muy emotivo", y tomó la decisión de dejar esa pista para poner broche final al álbum.

## Lanzamiento y promoción

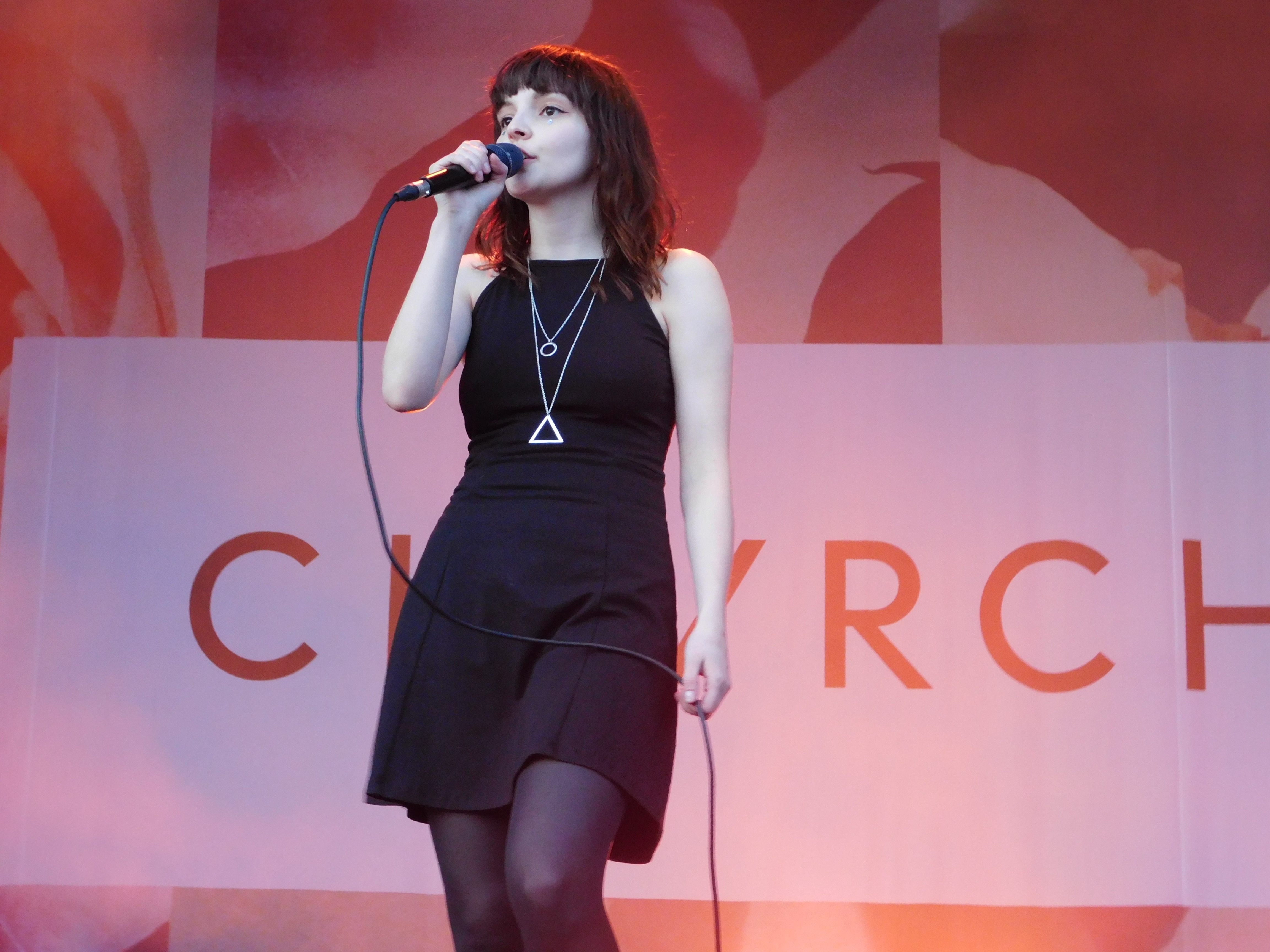
Chvrches en el Ottawa Bluesfest de 2015, donde revelaron tres canciones del álbum.

Las primeras canciones del álbum fueron presentadas el 15 de julio de 2015 en el Ottawa Bluesfest, tocando las canciones «Clearest Blue», «Leave a Trace» y «Make Them Gold» ante una audiencia en vivo. Dos días después, el 17 de julio, la banda lanzó su primer sencillo, titulado «Leave a Trace». Ese mismo día se reveló el título del álbum, la fecha de lanzamiento, la cubierta y el listado de pistas. La revista Rolling Stone clasificó «Leave a Trace» en la lista de las mejores canciones de finales de 2015. El 20 de septiembre se emitió la primera escucha del álbum en NPR.
Los siguientes sencillos lanzados por la banda fueron: «Never Ending Circles» (el 12 de agosto de 2015), «Clearest Blue» (publicado el 10 de septiembre) y «Empty Threat» (sacado el 19 de octubre). El 13 de mayo de 2016, Chvrches lanzó el tema «Warning Call», como canción principal del videojuego Mirror's Edge Catalyst.
Tanto la canción anterior como el sencillo «Bury It», publicado el 10 de junio de 2016 y que cuenta con la colaboración de Hayley Williams, fueron incluidas en la edición ampliada del álbum, publicado el 29 de julio de 2016.

## Recepción
Every Open Eye recibió críticas generalmente positivas por parte de los críticos de música. En Metacritic, que asigna una calificación media ponderada basada en 100 comentarios, otorgó al álbum una puntuación media de 77, basándose en 31 reviews que indican "críticas generalmente favorables".
Carl Wilson de la revista Billboard otorgó cuatro de cinco estrellas al álbum, indicando que "el sonido es más limpio -- hay menos contratiempos de procesado y arranque -- efectos vocales de Bones -- los ritmos son mucho más rotundos, y los coros son aún más explosivos". Emily Mackay de NME alabó el álbum, asegurando que se trata de "un disco semejante a una profunda bocanada de aire frío en una brillante y clara mañana". Heather Phares de AllMusic calificó el álbum con cuatro de cinco estrellas posibles, escribiendo que "incluso si Every Open Eye es más alegre que The Bones of What You Believe, sus emociones son mucho más complejas".
Laura Snapes de NPR escribió que el álbum "burbujea con las sacudidas eléctricas necesarias para poner en marcha una situación carente de vida, y hace mayor alarde publicitario del atrevido nuevo intento de Chvrches". Por último cabe destacar la reseña de Nate Scott para el periódico For The Win, quien declaró que «Clearest Blue» se trata de la mejor canción de la banda hasta la fecha.

## Lista de canciones
| Every Open Eye |                                 |          |  |
| N.º            | Título                          | Duración |  |
| 1.             | «Never Ending Circles»          | 3:06     |  |
| 2.             | «Leave a Trace»                 | 3:57     |  |
| 3.             | «Keep You on My Side»           | 4:25     |  |
| 4.             | «Make Them Gold»                | 3:51     |  |
| 5.             | «Clearest Blue»                 | 3:53     |  |
| 6.             | «High Enough to Carry You Over» | 3:39     |  |
| 7.             | «Empty Threat»                  | 4:04     |  |
| 8.             | «Down Side of Me»               | 5:10     |  |
| 9.             | «Playing Dead»                  | 3:35     |  |
| 10.            | «Bury It»                       | 3:08     |  |
| 11.            | «Afterglow»                     | 3:14     |  |
| 42:02          |                                 |          |  |

| Edición Special/Deluxe de Every Open Eye |              |          |  |
| N.º                                      | Título       | Duración |  |
| 12.                                      | «Get Away»   | 4:40     |  |
| 13.                                      | «Follow You» | 3:54     |  |
| 14.                                      | «Bow Down»   | 4:38     |  |
| 55:14                                    |              |          |  |

| Bonus Tracks de Every Open Eye (Alemania) |              |          |  |
| N.º                                       | Título       | Duración |  |
| 12.                                       | «Up in Arms» | 5:08     |  |
| 47:10                                     |              |          |  |

| Edición deluxe limitada de Every Open Eye (Alemania) |              |          |  |
| N.º                                                  | Título       | Duración |  |
| 12.                                                  | «Up in Arms» | 5:08     |  |
| 13.                                                  | «Get Away»   | 4:40     |  |
| 14.                                                  | «Follow You» | 3:54     |  |
| 15.                                                  | «Bow Down»   | 4:38     |  |
| 60:22                                                |              |          |  |

| Edición exclusiva de Every Open Eye (Target) |                                                       |          |  |
| N.º                                          | Título                                                | Duración |  |
| 12.                                          | «Up in Arms»                                          | 5:08     |  |
| 13.                                          | «Get Away»                                            | 4:40     |  |
| 14.                                          | «Follow You»                                          | 3:54     |  |
| 15.                                          | «Bow Down»                                            | 4:38     |  |
| 16.                                          | «Leave a Trace» (Live en el Pitchfork Music Festival) | 3:54     |  |
| 17.                                          | «Clearest Blue» (Live en el Pitchfork Music Festival) | 4:38     |  |
| 69:39                                        |                                                       |          |  |

| Bonus Tracks de Every Open Eye (Japón) |                                  |          |  |
| N.º                                    | Título                           | Duración |  |
| 12.                                    | «Get Away»                       | 4:40     |  |
| 13.                                    | «Follow You»                     | 3:54     |  |
| 14.                                    | «Bow Down»                       | 4:38     |  |
| 15.                                    | «Leave a Trace» (Four Tet Remix) | 6:49     |  |
| 62:03                                  |                                  |          |  |

| Bonus Tracks de la Edición extendida de Every Open Eye |                                                 |          |  |
| N.º                                                    | Título                                          | Duración |  |
| 12.                                                    | «Get Away»                                      | 4:40     |  |
| 13.                                                    | «Follow You»                                    | 3:54     |  |
| 14.                                                    | «Bow Down»                                      | 4:38     |  |
| 15.                                                    | «Warning Call» (Tema de Mirror's Edge Catalyst) | 4:32     |  |
| 16.                                                    | «Bury It» (featuring Hayley Williams)           | 3:08     |  |
| 17.                                                    | «Leave a Trace» (Four Tet Remix)                | 6:49     |  |
| 18.                                                    | «Empty Threat» (Big Wild Remix)                 | 3:28     |  |
| 19.                                                    | «Clearest Blue» (Gryffin Remix)                 | 4:19     |  |
| 82:38                                                  |                                                 |          |  |

## Ventas y certificaciones
El álbum alcanzó el número 2 en el Reino Unido, el número 5 en los Estados Unidos, el puesto 1 en Escocia y el 4 en Irlanda, superando con creces las anteriores posiciones logradas con The Bones of What You Believe. También logró importantes subidas en países como Australia, Canadá, Nueva Zelanda y Alemania.
| País              | Certificación | Ventas  |
| ----------------- | ------------- | ------- |
| Reino Unido (BPI) | Platino - oro | 460,000 |

## Créditos
Chvrches
- Lauren Mayberry: voz;
- Iain Cook: teclados, bajo, guitarra, sampler;
- Martin Doherty: voz, teclados, sintetizador, sampler.

Adicionales
- Bob Ludwig – masterización
- David Simpson – ingeniero de grabación
- Mark "Spike" Stent – mezcla de sonido (pistas 1–10)
- Geoff Swan – asistente mezcla de sonido
- Danny Clinch – fotografía de la banda
- Jez Tozer – fotografía de la portada
- Amy Burrows – diseñadora arte